# (32566) 2001 QC70
2001 QC70 (asteroide 32566) é um asteroide da cintura principal. Possui uma excentricidade de 0.09831450 e uma inclinação de 9.87487º.
Este asteroide foi descoberto no dia 17 de agosto de 2001 por LINEAR em Socorro.